# 莫斯科夫卡 (哈爾科夫州)
49°43′45″N 37°34′10″E / 49.72917°N 37.56944°E
莫斯科夫卡（烏克蘭語：Московка）是位於烏克蘭東部的村莊，由哈爾科夫州庫皮揚斯克區的金德拉希夫卡市鎮負責管轄。該村始建於1884年，面積0.88平方公里，海拔高度87米，2001年人口534，人口密度每平方公里609.6人。